# Derrick Lewis
Derrick Raymond Lewis (Tarboro, 1º agosto 1966) è un ex cestista statunitense, professionista in Francia.

## Carriera
È stato selezionato dai Chicago Bulls al terzo giro del Draft NBA 1988 (62ª scelta assoluta).

## Palmarès

### Squadra
- Coppa di Francia: 1

Pau-Orthez: 2002

### Individuale
- McDonald's All-American Game (1984)
- CBA All-Defensive First Team (1989)